# Gogmagog
Gogmagog est un groupe de rock composé de Paul Di'Anno (ancien chanteur d’Iron Maiden), Janick Gers (futur guitariste d’Iron Maiden qu'il rejoindra en 1989), Neil Murray (notamment ancien bassiste de Whitesnake et futur bassiste de Black Sabbath), Pete Willis (ex-Def Leppard) à la guitare et Clive Burr à la batterie (ancien batteur d’Iron Maiden et de Trust). Le nom vient des États bibliques Gog et Magog.
Le groupe a sorti un seul EP de trois titres en 1985 intitulé I Will Be There. L'album ne connaît aucun succès et le groupe se démantèle rapidement.